# Dominique Gallo
Dominique Gallo foi um arquiteto sendo um de seus principais trabalhos a construção do jardim do Palácio de Mônaco tendo desenhado duas arcadas. Cada uma das arcadas tinha doze arcos, decorados com mármore branco e formando uma balaustrada no piso superior. Hoje, as arcadas superiores são conhecidas com a Galerie d'Hercule (galeria de Hércules) porque, mais tarde, os seus tetos foram pintados por Orazio de Ferrari, durante o reinado de Honorato II, com cenas ilustrando os doze trabalhos de Hércules.